# Mistrovství Evropy ve fotbale hráčů do 21 let 2021
Mistrovství Evropy ve fotbale hráčů do 21 let 2021 (maďarsky 2021-es U21-es labdarúgó-Európa-bajnokság, slovinsky Evropsko prvenstvo v nogometu do 21 let 2021) se konalo v Maďarsku a v Slovinsku. Turnaj pořádaný pod patronací UEFA byl v pořadí 23. v historii. Zúčastnit se ho mohli hráči, kteří jsou narození nejdříve 1. ledna 1998.
Původně se měl konat od 9. do 26. června 2021, ale když bylo odloženo Mistrovství Evropy ve fotbale 2020 na června a červenec 2021 kvůli pandemii covidu-19, rozhodlo se na jednání výkonného výboru UEFA konaného 17. června 2020, že se mistrovství bude hrát ve dvou fázích. Skupinová fáze se konala bez účasti diváků od 24. do 31. března 2021 a vyřazovací fáze s omezeným počtem diváků od 31. května do 6. června 2021.
Obhájcem titulu z roku 2019 bylo Španělsko. Vítězem se potřetí v historii stala Německá fotbalová reprezentace do 21 let, když ve finále porazila Portugalsko 1:0. Nejlepším střelcem turnaje se stal se 4 góly Němec Lukas Nmecha.

## Účastníci
| Tým         | Kvalifikován jako            | Počet účastí | Poslední účast | Nejlepší umístění                       |
| ----------- | ---------------------------- | ------------ | -------------- | --------------------------------------- |
| Maďarsko    | Hostitel                     | 5.           | 1996           | Semifinále (1986)                       |
| Slovinsko   | Hostitel                     | 1.           | —              | —                                       |
| Rusko       | Vítěz kvalifikační skupiny 5 | 7.           | 2013           | Vítězové (1980, 1990)                   |
| Švýcarsko   | Vítěz kvalifikační skupiny 4 | 4.           | 2011           | 2. místo (2011)                         |
| Nizozemsko  | Vítěz kvalifikační skupiny 7 | 9.           | 2013           | Vítězové (2006, 2007)                   |
| Dánsko      | Vítěz kvalifikační skupiny 8 | 9.           | 2019           | Semifinále (1992, 2015)                 |
| Španělsko   | Vítěz kvalifikační skupiny 6 | 15.          | 2019           | Vítězové (1986, 1996, 2011, 2013, 2019) |
| Anglie      | Vítěz kvalifikační skupiny 3 | 16.          | 2019           | Vítězové (1982, 1984)                   |
| Francie     | Vítěz kvalifikační skupiny 2 | 10.          | 2019           | Vítězové (1988)                         |
| Itálie      | Vítěz kvalifikační skupiny 1 | 9.           | 2019           | Vítězové (1992, 1994, 1996, 2000, 2004) |
| Portugalsko | Postup z baráže              | 9.           | 2017           | 2. místo (1994, 2015)                   |
| Česko       | Vítěz kvalifikační skupiny 4 | 8.           | 2017           | Vítězové (2002)                         |
| Německo     | Vítěz kvalifikační skupiny 9 | 13.          | 2019           | Vítězové (2009, 2019)                   |
| Chorvatsko  | Postup z baráže              | 4.           | 2019           | Základní skupina (2000, 2004, 2019)     |
| Rumunsko    | Postup z baráže              | 3.           | 2019           | Semifinále (2019)                       |
| Island      | Postup z baráže              | 2.           | 2019           | Základní skupina (2011)                 |

## Stadiony
| Maďarsko                                          | Maďarsko                                          | Maďarsko                             | Maďarsko                             |
| Székesfehérvár                                    | Szombathely                                       | Budapešť                             | Győr                                 |
| ------------------------------------------------- | ------------------------------------------------- | ------------------------------------ | ------------------------------------ |
| MOL Aréna Sóstó                                   | Haladás Sportkomplexum                            | Bozsik Aréna                         | Alcufer stadion                      |
| Kapacita: 14 201                                  | Kapacita: 8 903                                   | Kapacita: 8 200                      | Kapacita: 4 500                      |
|                                                   |                                                   |                                      |                                      |
| Maďarsko Székesfehérvár Szombathely Budapešť Győr | Maďarsko Székesfehérvár Szombathely Budapešť Győr | Slovinsko Celje Lublaň Maribor Koper | Slovinsko Celje Lublaň Maribor Koper |
| Slovinsko                                         |                                                   |                                      |                                      |
| Celje                                             | Lublaň                                            | Maribor                              | Koper                                |
| Stadion Z'dežele                                  | Stadion Stožice                                   | Ljudski vrt                          | Stadion Bonifika                     |
| Kapacita: 13 059                                  | Kapacita: 16 038                                  | Kapacita: 12 702                     | Kapacita: 4 010                      |
|                                                   |                                                   |                                      |                                      |

## Skupinová fáze
Časy zápasů hraných do 27. března 2021 jsou uvedeny ve středoevropském čase (UTC +1). Od 28. března 2021 jde o Středoevropský letní čas (UTC +2).
| Vysvětlivky                                           |
| ----------------------------------------------------- |
| Týmy na prvních dvou místech postupují do čtvrtfinále |

### Skupina A
| Tým        | Z | V | R | P | VG | IG | +/− | B |
| ---------- | - | - | - | - | -- | -- | --- | - |
| Nizozemsko | 3 | 1 | 2 | 0 | 8  | 3  | +5  | 5 |
| Německo    | 3 | 1 | 2 | 0 | 4  | 1  | +3  | 5 |
| Rumunsko   | 3 | 1 | 2 | 0 | 3  | 2  | +1  | 5 |
| Maďarsko   | 3 | 0 | 0 | 3 | 2  | 11 | −9  | 0 |

| 24. března 2021 21:00 |        |                          |                                                                                |
| Maďarsko              | 0 : 3  | Německo                  | MOL Aréna Sóstó, Székesfehérvár diváci: 0 rozhodčí: Guillermo Cuadra Fernández |
|                       | Report | Nmecha 61' Baku 66', 73' | MOL Aréna Sóstó, Székesfehérvár diváci: 0 rozhodčí: Guillermo Cuadra Fernández |

| 24. března 2021 21:00 |        |             |                                                           |
| Rumunsko              | 1 : 1  | Nizozemsko  | Bozsik Aréna, Budapešť diváci: 0 rozhodčí: Sandro Schärer |
| Ciobanu 20'           | Report | Schuurs 16' | Bozsik Aréna, Budapešť diváci: 0 rozhodčí: Sandro Schärer |

| 27. března 2021 18:00 |        |                       |                                                            |
| Maďarsko              | 1 : 2  | Rumunsko              | Bozsik Aréna, Budapešť diváci: 0 rozhodčí: Lawrence Visser |
| Csonka 56'            | Report | Mățan 70' Pașcanu 87' | Bozsik Aréna, Budapešť diváci: 0 rozhodčí: Lawrence Visser |

| 27. března 2021 21:00 |        |              |                                                                      |
| Německo               | 1 : 1  | Nizozemsko   | MOL Aréna Sóstó, Székesfehérvár diváci: 0 rozhodčí: Maurizio Mariani |
| Nmecha                | Report | Kluivert 48' | MOL Aréna Sóstó, Székesfehérvár diváci: 0 rozhodčí: Maurizio Mariani |

| 30. března 2021 18:00                                             |        |                  |                                                                    |
| Nizozemsko                                                        | 6 : 1  | Maďarsko         | MOL Aréna Sóstó, Székesfehérvár diváci: 0 rozhodčí: Sandro Schärer |
| De Wit 42' Boadu 47' (pen.) Gakpo 58', 70' Botman 87' Brobbey 89' | Report | Bolla 65' (pen.) | MOL Aréna Sóstó, Székesfehérvár diváci: 0 rozhodčí: Sandro Schärer |

| 30. března 2021 18:00 |        |          |                                                                       |
| Německo               | 0 : 0  | Rumunsko | Bozsik Aréna, Budapešť diváci: 0 rozhodčí: Guillermo Cuadra Fernández |
|                       | Report |          | Bozsik Aréna, Budapešť diváci: 0 rozhodčí: Guillermo Cuadra Fernández |

### Skupina B
| Tým       | Z | V | R | P | VG | IG | +/− | B |
| --------- | - | - | - | - | -- | -- | --- | - |
| Španělsko | 3 | 2 | 1 | 0 | 5  | 0  | +5  | 7 |
| Itálie    | 3 | 1 | 2 | 0 | 5  | 1  | +4  | 5 |
| Česko     | 3 | 0 | 2 | 1 | 2  | 4  | −2  | 2 |
| Slovinsko | 3 | 0 | 1 | 2 | 1  | 8  | −7  | 1 |

| 24. března 2021 18:00 |        |                                  |                                                            |
| Slovinsko             | 0 : 3  | Španělsko                        | Ljudski vrt, Maribor diváci: 0 rozhodčí: François Letexier |
|                       | Report | Puado 53' Villar 54' Miranda 89' | Ljudski vrt, Maribor diváci: 0 rozhodčí: François Letexier |

| 24. března 2021 18:00 |        |              |                                                           |
| Česko                 | 1 : 1  | Itálie       | Stadion Z'dežele, Celje diváci: 0 rozhodčí: Dennis Higler |
| Maggiore 75' (vl.)    | Report | Scamacca 31' | Stadion Z'dežele, Celje diváci: 0 rozhodčí: Dennis Higler |

| 27. března 2021 18:00 |        |                  |                                                          |
| Slovinsko             | 1 : 1  | Česko            | Stadion Z'dežele, Celje diváci: 0 rozhodčí: Glenn Nyberg |
| Matko 32'             | Report | Prelec 86' (vl.) | Stadion Z'dežele, Celje diváci: 0 rozhodčí: Glenn Nyberg |

| 27. března 2021 21:00 |        |        |                                                      |
| Španělsko             | 0 : 0  | Itálie | Ljudski vrt, Maribor diváci: 0 rozhodčí: Harm Osmers |
|                       | Report |        | Ljudski vrt, Maribor diváci: 0 rozhodčí: Harm Osmers |

| 30. března 2021 21:00                              |        |           |                                                             |
| Itálie                                             | 4 : 0  | Slovinsko | Ljudski vrt, Maribor diváci: 0 rozhodčí: Bartosz Frankowski |
| Maggiore 10' Raspadori 19' Cutrone 25' (pen.), 50' | Report |           | Ljudski vrt, Maribor diváci: 0 rozhodčí: Bartosz Frankowski |

| 30. března 2021 21:00 |        |       |                                                              |
| Španělsko             | 2 : 0  | Česko | Stadion Z'dežele, Celje diváci: 0 rozhodčí: Giorgi Kruašvili |
| Gómez 69', 78'        | Report |       | Stadion Z'dežele, Celje diváci: 0 rozhodčí: Giorgi Kruašvili |

### Skupina C
| Tým     | Z | V | R | P | VG | IG | +/− | B |
| ------- | - | - | - | - | -- | -- | --- | - |
| Dánsko  | 3 | 3 | 0 | 0 | 6  | 0  | +6  | 9 |
| Francie | 3 | 2 | 0 | 1 | 4  | 1  | +3  | 6 |
| Rusko   | 3 | 1 | 0 | 2 | 4  | 6  | −2  | 3 |
| Island  | 3 | 0 | 0 | 3 | 1  | 8  | −7  | 0 |

| 25. března 2021 18:00                                      |        |                |                                                               |
| Rusko                                                      | 4 : 1  | Island         | Ménfői úti Stadion, Győr diváci: 0 rozhodčí: Halil Umut Meler |
| Čalov 31' (pen.) Tiknizjan 42' Zacharjan 45+2' Makarov 53' | Report | Guðjohnsen 59' | Ménfői úti Stadion, Győr diváci: 0 rozhodčí: Halil Umut Meler |

| 25. března 2021 21:00 |        |            |                                                                      |
| Francie               | 0 : 1  | Dánsko     | Haladás Sportkomplexum, Szombathely diváci: 0 rozhodčí: Irfan Peljto |
|                       | Report | Dreyer 75' | Haladás Sportkomplexum, Szombathely diváci: 0 rozhodčí: Irfan Peljto |

| 28. března 2021 21:00 |        |                                     |                                                                                    |
| Rusko                 | 0 : 2  | Francie                             | Haladás Sportkomplexum, Szombathely diváci: 0 rozhodčí: Guillermo Cuadra Fernández |
|                       | Report | Édouard 15' (pen.) Ikoné 24' (pen.) | Haladás Sportkomplexum, Szombathely diváci: 0 rozhodčí: Guillermo Cuadra Fernández |

| 28. března 2021 15:00 |        |                     |                                                               |
| Island                | 0 : 2  | Dánsko              | Ménfői úti Stadion, Győr diváci: 0 rozhodčí: Halil Umut Meler |
|                       | Report | Isaksen 5' Bech 18' | Ménfői úti Stadion, Győr diváci: 0 rozhodčí: Halil Umut Meler |

| 31. března 2021 18:00                 |        |       |                                                                          |
| Dánsko                                | 3 : 0  | Rusko | Haladás Sportkomplexum, Szombathely diváci: 0 rozhodčí: Maurizio Mariani |
| Bruun Larsen 10' Dreyer 11' Holse 90' | Report |       | Haladás Sportkomplexum, Szombathely diváci: 0 rozhodčí: Maurizio Mariani |

| 31. března 2021 18:00 |        |                           |                                                              |
| Island                | 0 : 2  | Francie                   | Ménfői úti Stadion, Győr diváci: 0 rozhodčí: Lawrence Visser |
|                       | Report | Guendouzi 17' Édouard 38' | Ménfői úti Stadion, Győr diváci: 0 rozhodčí: Lawrence Visser |

### Skupina D
| Tým         | Z | V | R | P | VG | IG | +/− | B |
| ----------- | - | - | - | - | -- | -- | --- | - |
| Portugalsko | 3 | 3 | 0 | 0 | 6  | 0  | +6  | 9 |
| Chorvatsko  | 3 | 1 | 0 | 2 | 4  | 5  | −1  | 3 |
| Švýcarsko   | 3 | 1 | 0 | 2 | 3  | 6  | −3  | 3 |
| Anglie      | 3 | 1 | 0 | 2 | 2  | 4  | −2  | 3 |

| 25. března 2021 21:00 |        |            |                                                                |
| Portugalsko           | 1 : 0  | Chorvatsko | Stadion Bonifika, Koper diváci: 0 rozhodčí: Bartosz Frankowski |
| Vieira 68'            | Report |            | Stadion Bonifika, Koper diváci: 0 rozhodčí: Bartosz Frankowski |

| 25. března 2021 15:00 |        |           |                                                              |
| Anglie                | 0 : 1  | Švýcarsko | Stadion Bonifika, Koper diváci: 0 rozhodčí: Giorgi Kruašvili |
|                       | Report | Ndoye 78' | Stadion Bonifika, Koper diváci: 0 rozhodčí: Giorgi Kruašvili |

| 28. března 2021 18:00                    |        |                                      |                                                           |
| Chorvatsko                               | 3 : 2  | Švýcarsko                            | Stadion Bonifika, Koper diváci: 0 rozhodčí: Dennis Higler |
| Ivanušec 8' Moro 61' (pen.) Vizinger 64' | Report | Imeri 79' (pen.) Kulenović 89' (vl.) | Stadion Bonifika, Koper diváci: 0 rozhodčí: Dennis Higler |

| 28. března 2021 21:00       |        |        |                                                               |
| Portugalsko                 | 2 : 0  | Anglie | Stadion Stožice, Lublaň diváci: 0 rozhodčí: François Letexier |
| Mota 64' Trincão 74' (pen.) | Report |        | Stadion Stožice, Lublaň diváci: 0 rozhodčí: François Letexier |

| 31. března 2021 18:00 |        |                                      |                                                          |
| Švýcarsko             | 0 : 3  | Portugalsko                          | Stadion Stožice, Lublaň diváci: 0 rozhodčí: Glenn Nyberg |
|                       | Report | Queirós 3' Trincão 60' Conceição 65' | Stadion Stožice, Lublaň diváci: 0 rozhodčí: Glenn Nyberg |

| 31. března 2021 18:00 |        |                          |                                                         |
| Chorvatsko            | 1 : 2  | Anglie                   | Stadion Bonifika, Koper diváci: 0 rozhodčí: Harm Osmers |
| Bradarić 90+1'        | Report | Eze 12' (pen.) Jones 74' | Stadion Bonifika, Koper diváci: 0 rozhodčí: Harm Osmers |

## Vyřazovací fáze

### Pavouk
|  | Čtvrtfinále                 | Čtvrtfinále         |                            |       | Semifinále | Semifinále |  |  | Finále | Finále |
|  | 31. května – Budapešť       |                     |                            |       |            |            |  |  |        |        |
|  |                             |                     |                            |       |            |            |  |  |        |        |
|  | Nizozemsko                  | 2                   |                            |       |            |            |  |  |        |        |
|  | Nizozemsko                  | 2                   | 3. června – Székesfehérvár |       |            |            |  |  |        |        |
|  | Francie                     | 1                   |                            |       |            |            |  |  |        |        |
|  | Francie                     | 1                   | Nizozemsko                 | 1     |            |            |  |  |        |        |
|  | 31. května – Székesfehérvár |                     | Nizozemsko                 | 1     |            |            |  |  |        |        |
|  |                             | Německo             | 2                          |       |            |            |  |  |        |        |
|  | Dánsko                      | Německo             | 2                          | 2 (5) |            |            |  |  |        |        |
|  | Dánsko                      |                     | 6. června – Lublaň         | 2 (5) |            |            |  |  |        |        |
|  | Německo (pen.)              | 2 (6)               |                            |       |            |            |  |  |        |        |
|  | Německo (pen.)              | 2 (6)               | Německo                    | 1     |            |            |  |  |        |        |
|  | 31. května – Maribor        |                     | Německo                    | 1     |            |            |  |  |        |        |
|  |                             | Portugalsko         | 0                          |       |            |            |  |  |        |        |
|  | Španělsko (prod.)           | Portugalsko         | 0                          | 2     |            |            |  |  |        |        |
|  | Španělsko (prod.)           | 3. června – Maribor |                            | 2     |            |            |  |  |        |        |
|  | Chorvatsko                  | 1                   |                            |       |            |            |  |  |        |        |
|  | Chorvatsko                  | 1                   | Španělsko                  | 0     |            |            |  |  |        |        |
|  | 31. května – Lublaň         |                     | Španělsko                  | 0     |            |            |  |  |        |        |
|  |                             | Portugalsko         | 1                          |       |            |            |  |  |        |        |
|  | Portugalsko (prod.)         | Portugalsko         | 1                          | 5     |            |            |  |  |        |        |
|  | Portugalsko (prod.)         |                     |                            | 5     |            |            |  |  |        |        |
|  | Itálie                      | 3                   |                            |       |            |            |  |  |        |        |
|  | Itálie                      | 3                   |                            |       |            |            |  |  |        |        |

Všechny časy zápasů jsou uvedeny ve středoevropském letním čase (UTC +2).

### Čtvrtfinále
| 31. května 2021 18:00 |        |               |                                                                 |
| Nizozemsko            | 2 : 1  | Francie       | Bozsik Aréna, Budapešť diváci: 1 672 rozhodčí: Maurizio Mariani |
| Boadu 51', 90+3'      | Report | Upamecano 23' | Bozsik Aréna, Budapešť diváci: 1 672 rozhodčí: Maurizio Mariani |

| 31. května 2021 21:00          |            |                          |                                                                                  |
| Dánsko                         | 2 : 2 (PP) | Německo                  | MOL Aréna Sóstó, Székesfehérvár diváci: 457 rozhodčí: Guillermo Cuadra Fernández |
| Faghir 69' Nelsson 108' (pen.) | Report     | Nmecha 88' Burkardt 100' | MOL Aréna Sóstó, Székesfehérvár diváci: 457 rozhodčí: Guillermo Cuadra Fernández |

|                                                          |       | Penaltový rozstřel                                     |  |
| Isaksen Holse Faghir Hjulmand Nelsson Nartey Kristiansen | 5 : 6 | Burkardt Maier Mai Schlotterbeck Nmecha Pieper Jaeckel |  |

| 31. května 2021 18:00 |            |                       |                                                               |
| Španělsko             | 2 : 1 (PP) | Chorvatsko            | Ljudski vrt, Maribor diváci: 1 886 rozhodčí: Giorgi Kruašvili |
| Puado 66', 110'       | Report     | Ivanušec 90+4' (pen.) | Ljudski vrt, Maribor diváci: 1 886 rozhodčí: Giorgi Kruašvili |

| 31. května 2021 21:00                           |            |                                     |                                                                   |
| Portugalsko                                     | 5 : 3 (PP) | Itálie                              | Stadion Stožice, Lublaň diváci: 1 032 rozhodčí: François Letexier |
| Mota 6', 31' Ramos 58' Jota 109' Conceição 119' | Report     | Pobega 45' Scamacca 60' Cutrone 89' | Stadion Stožice, Lublaň diváci: 1 032 rozhodčí: François Letexier |

### Semifinále
| 3. června 2021 18:00 |        |                  |                                                           |
| Španělsko            | 0 : 1  | Portugalsko      | Ljudski vrt, Maribor diváci: 1 910 rozhodčí: Glenn Nyberg |
|                      | Report | Cuenca 80' (vl.) | Ljudski vrt, Maribor diváci: 1 910 rozhodčí: Glenn Nyberg |

| 3. června 2021 21:00 |        |              |                                                                        |
| Nizozemsko           | 1 : 2  | Německo      | MOL Aréna Sóstó, Székesfehérvár diváci: 1 573 rozhodčí: Sandro Schärer |
| Schuurs 67'          | Report | Wirtz 1', 8' | MOL Aréna Sóstó, Székesfehérvár diváci: 1 573 rozhodčí: Sandro Schärer |

### Finále
| 6. června 2021 21:00 |        |             |                                                                  |
| Německo              | 1 : 0  | Portugalsko | Stadion Stožice, Lublaň diváci: 4 883 rozhodčí: Giorgi Kruašvili |
| Nmecha 49'           | Report |             | Stadion Stožice, Lublaň diváci: 4 883 rozhodčí: Giorgi Kruašvili |

## Střelci
4 góly
- Lukas Nmecha

3 góly
- Patrick Cutrone
- Myron Boadu
- Dany Mota
- Javi Puado

2 góly
- Luka Ivanušec
- Anders Dreyer
- Odsonne Édouard
- Ridle Baku
- Florian Wirtz
- Gianluca Scamacca
- Cody Gakpo
- Perr Schuurs
- Francisco Conceição
- Francisco Trincão
- Daniel Gómez Alcón

1 gól
- Domagoj Bradarić
- Nikola Moro
- Dario Vizinger
- Mads Bech Sørensen
- Jacob Bruun Larsen
- Wahid Faghir
- Carlo Holse
- Gustav Isaksen
- Victor Nelsson
- Eberechi Eze
- Curtis Jones
- Matteo Guendouzi
- Jonathan Ikoné
- Dayot Upamecano
- Jonathan Burkardt
- Bendegúz Bolla
- András Csonka
- Sveinn Aron Guðjohnsen
- Giulio Maggiore
- Tommaso Pobega
- Giacomo Raspadori
- Sven Botman
- Brian Brobbey
- Dani de Wit
- Justin Kluivert
- Jota
- Diogo Queirós
- Gonçalo Ramos
- Fábio Vieira
- Andrei Ciobanu
- Alexandru Mățan
- Alex Pașcanu
- Fjodor Čalov
- Denis Makarov
- Najair Tiknizjan
- Arsen Zacharjan
- Aljoša Matko
- Juan Miranda
- Gonzalo Villar
- Kastriot Imeri
- Dan Ndoye

1 vlastní gól
- Sandro Kulenović
- Giulio Maggiore
- Nik Prelec
- Jorge Cuenca